# المصرية للتعدين وإدارة واستغلال المحاجر والملاحات
الشركة المصرية للتعدين وإدارة واستغلال المحاجر والملاحات هي شركة مساهمة حكومية مصرية، تابعة لجهاز مشروعات الخدمة الوطنية للقوات المسلحة أحد أجهزة وزارة الدفاع، أنشأت سنة 1992 تحت اسم «قطاع التعدين» بهدف استخراج توفير الخامات اللازمة لمواد البناء والصناعة، وبداية من 1 يوليو 2020 تم إعادة هيكلة قطاع التعدين وتحويله لشركة مساهمة تحت اسم «الشركة المصرية للتعدين وإدارة واستغلال المحاجر والملاحات» لتختص بإدارة المحاجر والملاحات بالمحافظات المصرية، بهدف تنظيم العمل بالمحاجر في مختلف أنحاء الدولة.

## وصلات خارجية
- الموقع الرسمي للشركة.